# ソユーズMS-19
ソユーズMS-19は2021年10月5日08:55:02UTCに打ち上げられたソユーズによる宇宙飛行である。ソユーズMS-19は147回目のソユーズ宇宙船による有人飛行である。ロシア人コマンダーのアントン・シュカプレロフ、ロシアの映画監督クリム・シペンコおよびロシア人女優ユリア・ペレシルドが搭乗した。シペンコとペレシルドはソユーズMS-18に搭乗して地球に帰還する前にISSで約12日間を過ごし、宇宙空間で映画 Vyzov（ロシア語: Вызов;挑戦）を撮影した。この飛行では第65次長期滞在および第66次長期滞在の3人のクルーが打ち上げられた。アメリカ人飛行士抜きで、2000年のソユーズTM-30以来、21年ぶりにロシア人飛行士および宇宙旅行者だけの打ち上げであるとともに、打ち上げ時に一人で操縦するために、船をアップグレードする必要があった。

## クルー
| 地位                                | 打ち上げ機乗組員                                                                           | 着陸機乗組員                                                                      |
| ----------------------------------- | ------------------------------------------------------------------------------------------ | --------------------------------------------------------------------------------- |
| コマンダー                          | アントン・シュカプレロフ, ロスコスモス 第65次 / 第66次長期滞在 4回目の宇宙飛行             | アントン・シュカプレロフ, ロスコスモス 第65次 / 第66次長期滞在 4回目の宇宙飛行    |
| 宇宙飛行参加者 /フライトエンジニア1 | クリム・シペンコ, チャネル1 映画 The Challenge （Vyzov、「挑戦」）の撮影 1回目の宇宙飛行   | ピョートル・ドゥブロフ, ロスコスモス 第64次/第65次/第66次長期滞在 1回目の宇宙飛行 |
| 宇宙飛行参加者 /フライトエンジニア2 | ユリア・ペレシルド, チャネル1 映画 The Challenge （Vyzov、「挑戦」）の撮影 1回目の宇宙飛行 | マーク・T・ヴァンデ・ヘイ, NASA 第64次/第65次/第66次長期滞在 2回目の宇宙飛行      |

### バックアップクルー
| 地位           | 乗組員                               | 乗組員                               |
| -------------- | ------------------------------------ | ------------------------------------ |
| コマンダー     | オレッグ・アルテミエフ, ロスコスモス | オレッグ・アルテミエフ, ロスコスモス |
| 宇宙旅行参加者 | アレクセイ・ドゥディン               | アレクセイ・ドゥディン               |
| 宇宙旅行参加者 | アレーナ・モルドヴィナ               | アレーナ・モルドヴィナ               |

### リザーブクルー
| 地位               | 乗組員                             | 乗組員                             |
| ------------------ | ---------------------------------- | ---------------------------------- |
| フライトエンジニア | ドミトリー・ペテリン, ロスコスモス | ドミトリー・ペテリン, ロスコスモス |
| フライトエンジニア | セルゲイ・コルサコフ, ロスコスモス | セルゲイ・コルサコフ, ロスコスモス |

## 打ち上げとドッキング

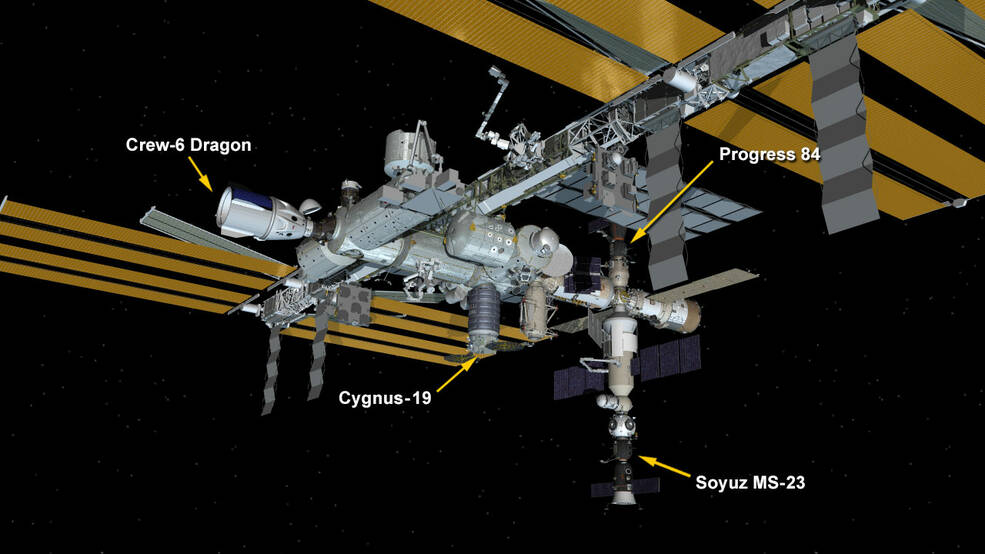
宇宙ステーションに駐機する、シグナスNG-16宇宙補給船、クルードラゴン Crew-2、有人船ソユーズMS-18およびMS-19と再補給船プログレス78の5機の宇宙船

ソユーズMS-19は2021年10月5日08:55:02 UTCに打ち上げられ、3時間軌道2周回交差プロフィルに従い、宇宙船のコマンダーであるアントン・シュカプレロフが手動ドッキングシステムを操作して、ISSのラスヴェットモジュールに12:22:31 UTCにドッキングした。
2021年12月、ソユーズMS-20の到着に備えて天底側のドッキングステーションを空けるために、ソユーズMS-19をラスヴェットモジュールからポイスクモジュールへと移動させることが計画されている。2022年2月には再びポイスクからラスヴェットに再ドッキングすることが計画されている。2022年3月にソユーズMS-19はラスヴェットからプリチャルへと3回目の再ドッキングをすることになっている。

## 背景および映画プロジェクト
2021年5月14日、ロシア省庁間委員会は2021年から2023年のISSのメインおよび予備クルーの構成を認可した。アントン・シュカプレロフ宇宙飛行士（コマンダー）および映画映画 The Challenge のクルー（女優のユリア・ペレシルドおよび監督のクリム・シペンコ）がソユーズMS-19でISSへと向かうことになった。撮影はロスコスモス、チャンネル1およびイエロー、ブラック・アンド・ホワイトスタジオの合弁事業である。医療委員会を通過した後で選ばれた代替案はニュー・ドラマ・シアターの女優アリョーナ・モルドヴィナと監督のアレクセイ・ドゥディンおよびコマンダーのオレッグ・アルテミエフである。2021年5月24日から乗組員はガガーリン宇宙飛行士訓練センターで訓練を受けていた。7月23日、一次クルーはソコル宇宙服を着用して、ソユーズのレプリカ内部での4時間のシミュレーションに参加し、バックアップクルーも同じ訓練を完了した。コマンダーのオレッグ・アルテミエフによれば、2人のバックアップの宇宙飛行参加者の能力は目覚ましいものがあるとのことである。2021年7月30日、宇宙船の打ち上げ前準備が開始された。2021年8月31日、医療委員会はメインと予備の双方のクルーは宇宙飛行に向けて健康上の問題がないことを発表した。
撮影機材はプログレスMS-17で打ち上げられた。
監督と女優は2021年10月17日にコマンダーのオレッグ・ノヴィツキーとともにソユーズMS-18で地球に帰還することが計画され、予定通り実施された。ソユーズMS-18でISSに到着したピョートル・ドゥブロフ飛行士とマーク・ヴァンデ・ヘイ飛行士はシュカプレロフとともにソユーズMS-19で着陸予定である。ソユーズMS-19は2022年3月28日に着陸する予定である。

### 反応
ロスコスモスの首脳のドミトリー・ロゴージンによれば、この映画は「ロスコスモスが、普通の2人の人を約3〜4ヶ月で飛行する準備をさせることができるかどうかを確認する実験」であり、科学および航空宇宙コミュティからは、彼らのフライトから訓練された宇宙飛行士を排除するとか、公金の悪用であるとか、さらには非科学的な目的のためにステーションのリソースを使用することさえも違法であると反発されている。ロシアの検事総長、イゴール・クラスノフは、宇宙ステーションの資源の使用が違法であるかどうかの調査を開始した。ロスコスモスの有人飛行部門の責任者セルゲイ・クリカレフはこのプロジェクトに反対して発言したことで地位を失ったと伝えられているが、現役宇宙飛行士からの抗議で数日後に復帰した。

## 映画
クリム・シペンコは監督、オペレーター、アートディレクター、メークアップアーティストを兼任して、ISS船内で35分から40分の映画を撮影する予定である。オレッグ・ノヴィツキーとピョートル・ドゥブロフも映画に出演し、ドゥブロフとマーク・T・ヴァンデ・ヘイが映画製作を援助する予定である。シュカプレロフも映画のいくつかのシーンに登場することになっている。

## ロシア側モジュールの拡張

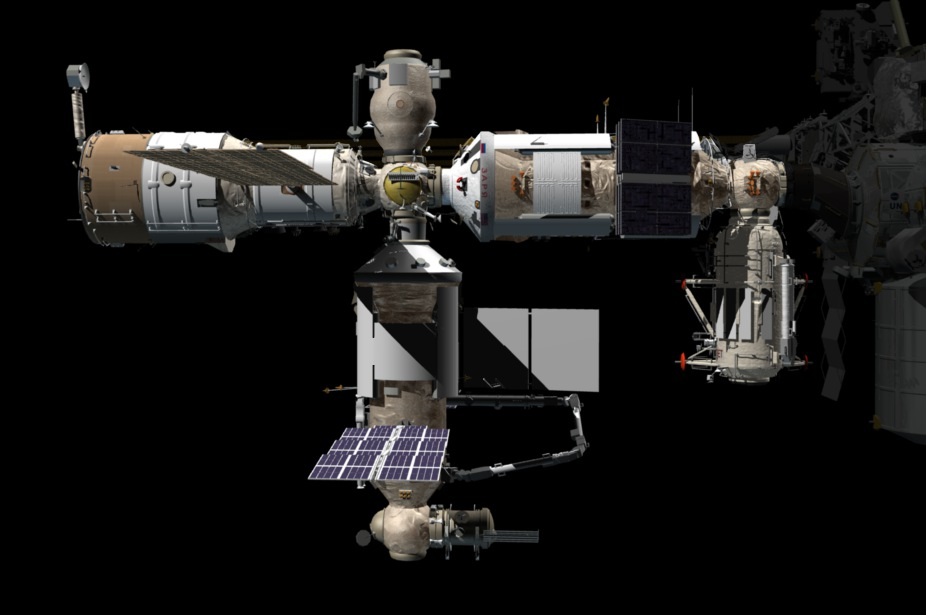
ナウカがドッキングした後のロシア側モジュールのコンピューター生成画像

2020年秋にロスコスモスが起草したISSフライトマニフェストでは、2021年11月24日にPrichalモジュールを打ち上げ、2日後にナウカの天底側ポートにドッキングすることになっている。Prichalモジュールは2021年にロシア側モジュール（ROS）に追加される2番目のモジュールになる。Prichalの1つのポートにはナウカ・モジュールとのドッキングを可能とするアクティブ・ハイブリッド・ドッキング・ポートが装備されている。残りの5つのポートは、ソユーズおよびプログレス輸送機や、より重たいモジュールや、ドッキングシステムが変更された将来の宇宙船とのドッキング可能なパッシブ・ハイブリッド・ポートとなっている。これによって、ロシア軌道セグメントは2024年以降に中国の天宮宇宙ステーションないし、自国で運営するステーションとドッキングすることが可能になる。
船外活動はプリチャルがISSに到着した後に計画されており、アントン・シュカプレロフによる2回目の船外活動は2021年第4四半期の初めに計画されている。2022年までに6回の船外活動が続き、ナウカ・モジュールとプリチャルモジュールのロシア側モジュールへの統合が完了する。